# Ричард Уэссекский

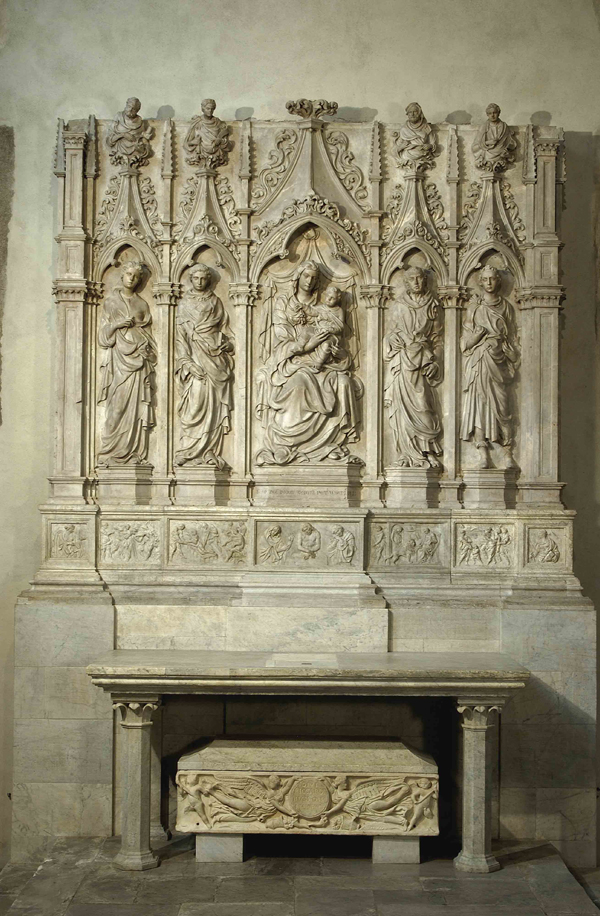
Мощи св. Ричарда в престоле храма св. Фридиана, Лукка

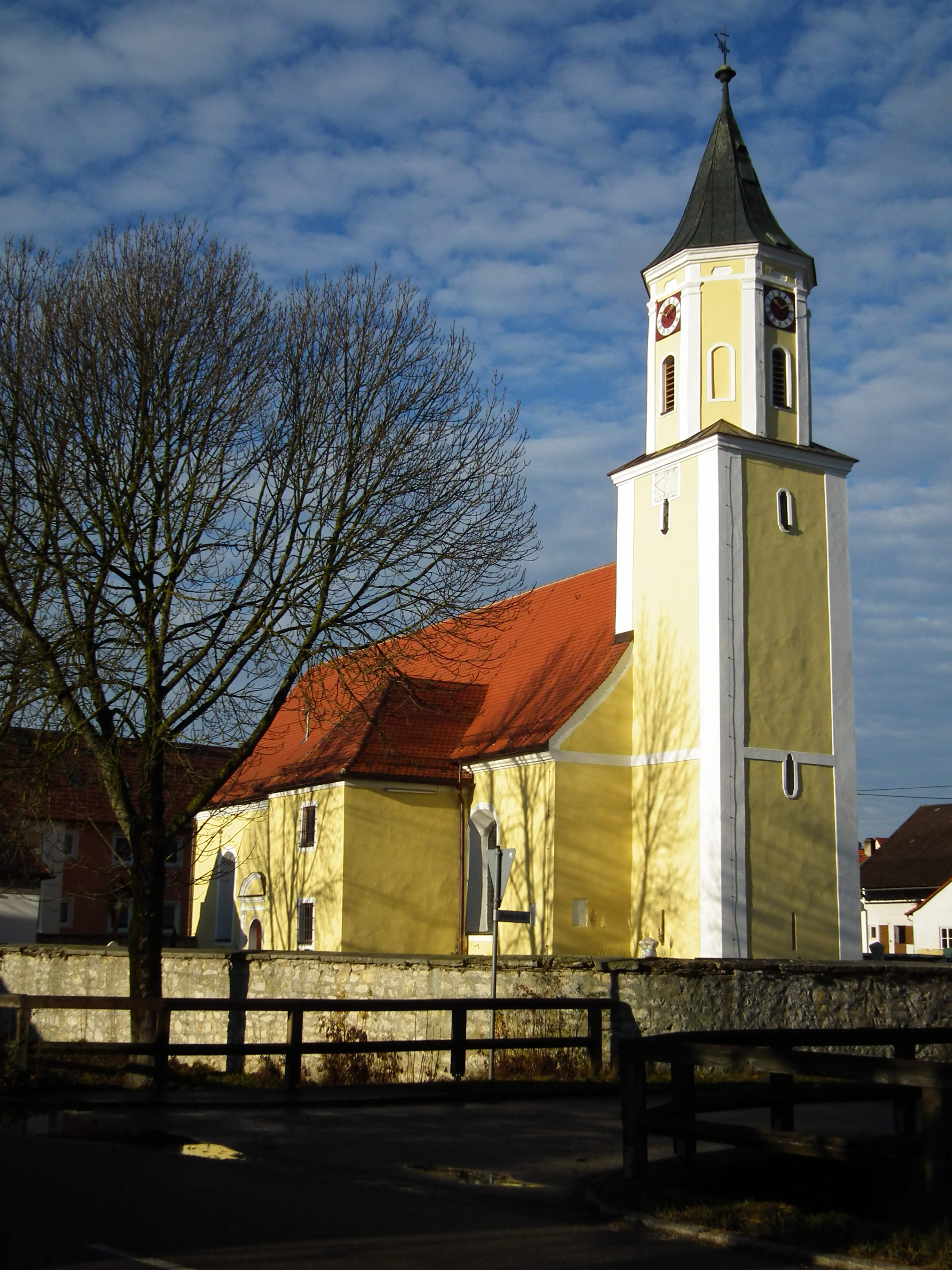
Церковь св. Ричарда в Оттинге

Ричард Уэссекский (англ. Richard of Wessex, также Ричард Паломник (Richard the Pilgrim), Ричард Король (Richard the King), Ричард Английский (Richard of England), Ричард Луккский (Richard of Lucca), Ричард Саксонец (Richard the Saxon), Ричард Швабский (Richard of Swabia)), — святой римско-католической церкви, почитаемый c XII века. С 2006 года почитается как местночтимый святой Рихард, — отец свв. Вунибальда, Виллибальда и Вальбурги, — в Берлинской и Германской епархии РПЦ. В XII веке произошло отождествление умершего в Лукке паломника по имени Ричард с неизвестным по имени отцом святых Виллибальда, Вунибальда и Вальбурги. Все четверо являются святыми покровителями католической епархии Айхштета. Согласно церковному преданию, святой Ричард был королём Уэссекса в первые годы VIII века. Он традиционно рассматривается как шурин Винфрида, который в 719 году получает благословение папы римского Григория II, принимает имя Бонифаций и в дальнейшем, занимаясь миссионерской деятельностью, становится известен как Апостол всех немцев. Согласно преданию, святой Ричард ещё при жизни был лишён имущественных прав. Его жена, также оставшаяся в истории без имени, в Позднем Средневековье стала почитаться как святая Вуна.

## Исторические источники

### «Отец без имени» в житии инокини Хугебурк
В житиях братьев Виллибальда и Вунибальда об их отце имеются короткие сведения. Но они имеют достоверную историческую значимость, поскольку были записаны монахиней Хугебурк в монастыре Хайденхайм со слов святого Виллибальда при его жизни. Датой записи жития считается 23 июня 778 года. Без упоминания имени отца святых сообщается, что он владел поместьем в южно-английском королевстве Уэссекс. Он был свободным и богатым землевладельцем, стоявшим у истоков дворянского рода. В 720 году, по настоятельной просьбе старшего сына Виллибальда, отец вместе с двумя сыновьями отправляется в далёкое паломничество в Рим и Святую землю. Во время путешествия он умирает в тосканской Лукке. Происходит это между маем и ноябрём 720 года. В житии святого Виллибальда сказано: «Потом они прибывали в город, именовавшийся Лукка. Виллибальд и Вунибальд паломничали вместе с отцом. Там на него снизошла неожиданная физическая слабость, так что по истечении некоторого времени ожидалась кончина. Болезнь возрастала, усталые члены его тела охладели и он выдохнул в последний раз. Безотлагательно его верные сыновья взяли бездыханное тело и с почтительной любовью, тщательно закутав его, погребли. Это произошло в городе Лукке, коим покровителем является святого Фридиан. Там упокоилось тело их отца.» Второй эпизод, описанный в житии и относящийся к отцу Виллидальда, произошёл 20 лет спустя. В 740 году, возвращаясь из Рима в Германию, куда св. Виллибальд оправился по просьбе св. Бонифация и по благословении папы римского Григория III для миссионерской деятельности, он посетил могилу своего отца в Лукке.

### Изыскание мощей Ричарда в сообщении аббата Адальберта Хайденхаймского
Более чем 400 лет спустя, в 1160 году, было написано сообщение аббата Хайденхаймского монастыря Адальберта о монастырской реформе, в котором также говорится об отце святых Виллибальда, Вунибальда и Вальбурги. Настоятель монастыря сообщает о делегации епархии Айхштетта, посетившей в 1150 году итальянскую Лукку с целью изыскания мощей отца покровителей епархии. В составе делегации присутствовал Ильзунг, — каноник штифта Хайденхайм. Жители Лукки, желая помочь церковной делегации, показали гостям надгробную плиту похороненного в церкви Лукки паломника, на которой была только дата смерти и имя «Ричард». Дата совпала с годом смерти отца Виллибальда и Вунибальда. Жители рассказали, что до этого времени они почти не обращали внимания на старую плиту. Стало ясно, что это и есть могила отца святых Уэссекских. По благословению папы римского мощи были изъяты из могильного захоронения и переложены в новый алтарный престол. По тем временам это событие считалось официальной канонизацией святого. Перенос мощей состоялся 7 февраля, поэтому этот день стал официальным днём памяти святого Ричарда Уэссекского.
После оплаты значительной суммы, часть мощей святого Ричарда была перенесена в Айхштет. С того времени 7 февраля стало праздноваться в епархии Айхштета. Вероятно, что частицу мощей святого осталась в распоряжении каноника Ильзунга, поскольку в дни празднования святого Вунибальда и к Рождеству он торжественно привозил эту частицу в Хайденхайм. В этом есть значительная доля исторической правды, поскольку в документе 1180 года Ильзунг упоминается как священник церкви св. Ричарда в Оттинге, — единственной церкви епархии, освящённой в честь святого Ричарда.

### Из жития св. Виллибальда от епископа Филиппа Ратзамхаузенского
Примерно в 1308—1309 годах епископом Айхштетта Филиппом Ратзамхаузенским (1305—1322) было написано ещё одно житие святого Виллибальда, в котором уже окончательно «неизвестный отец» святых Виллибальда, Вунибальда и Вальбурги называется «Ричардом Паломником» и, более того, — он обретает титулы «короля Англии» и «герцога Швабии». Это впоследствии привело к тому, что герб английских королей из дома Гатине-Анжу, на котором изображены три шагающих леопарда (или льва) на красном фоне стал официальным гербом самого святого Ричарда, его детей, а также монастыря Хайденхайм, монастыря св. Вальбурги в Айхштетте и местного соборного капитула. Филлип фон Ратзамхаузенский описывает в житии также несколько чудес, которые произошли у захоронения св. Ричарда в Лукке.

## Церкви и часовни св. Ричарда
- Katholische Pfarrei St. Richard, Otting (Католический приход святого Рихарда в Оттинге) (нем.).
- Kapelle St. Richard in Miesberg (Часовня св. Рихарда в Мизбурге под Аугсбургом) (нем.).